# Парламентские выборы в Швейцарии (1896)
Парламентские выборы в Швейцарии проходили 25 октября 1896 года. Левые радикалы, сформировавшие в 1894 году Свободную демократическую партию, сохранили абсолютное большинство в парламенте, получив 86 из 147 мест Национального совета.

## Избирательная система

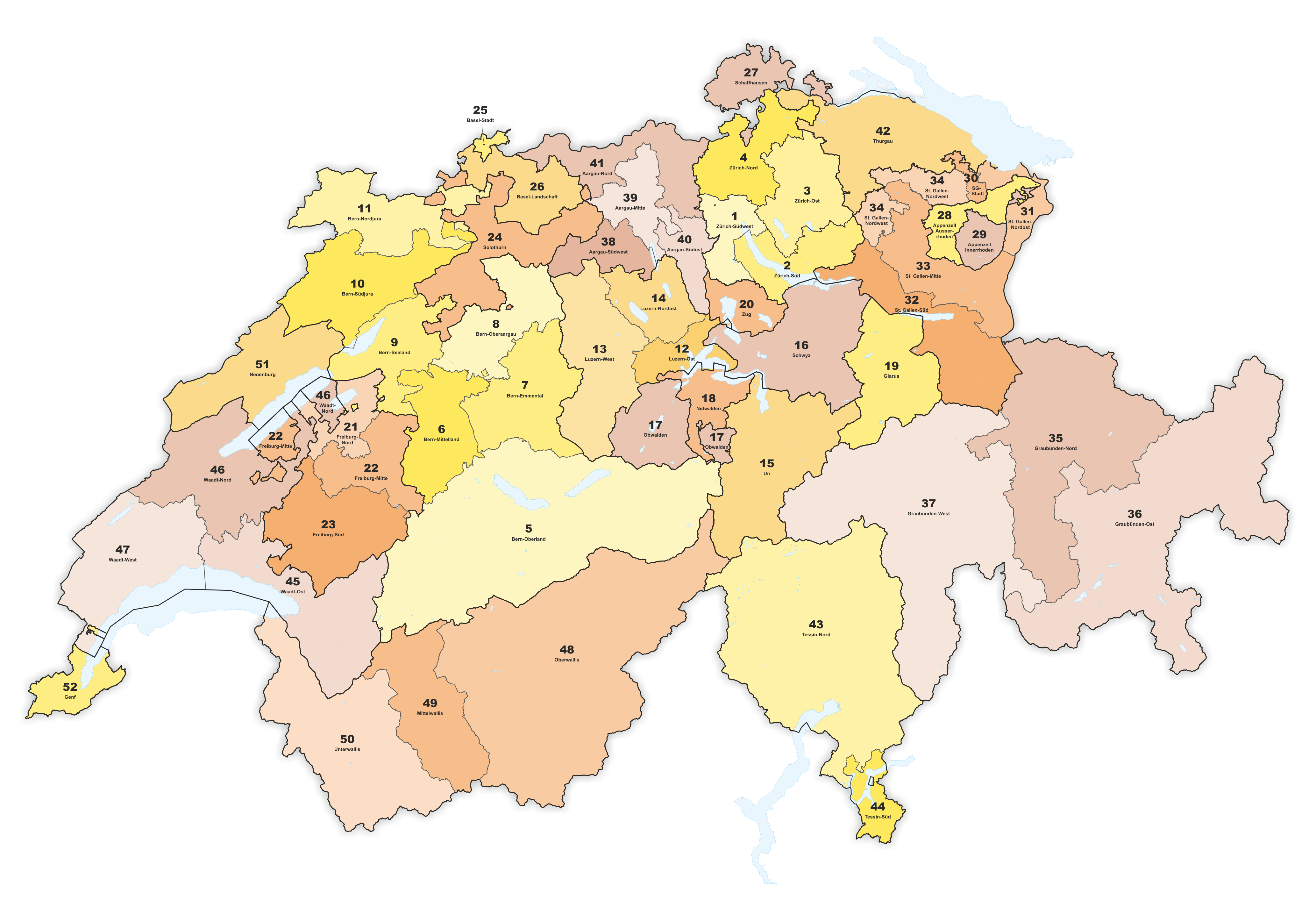
Карта Швейцарии, разделённая на 52 избирательных округа (1890—1899).

147 депутатов Национального совета избирались в 52 одно- и многомандатных округах. Распределение мандатов было пропорционально населению: одно место парламента на 20 тыс. граждан . 
Голосование проводилось по системе в три тура. В первом и втором туре для избрания кандидат должен был набрать абсолютное большинство голосов, в третьем туре достаточно было простого большинства. Каждый последующий тур проводился после исключения кандидата, набравшего наименьшее число голосов. 

## Результаты

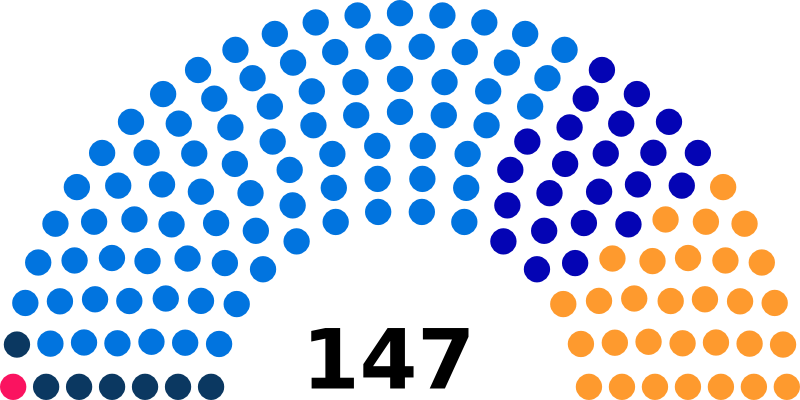
Распределение мест в Национальном совете (1896).

Наивысшая явка была зарегистрирована в кантоне Нидвальден, где она составила 90,3 %, что оказалось даже выше, чем в кантоне с обязательным голосованием Шаффхаузен (89,3 %). В кантоне Обвальден явка оказалась наименьшей (21,4 %).
|  | Партия                               | Голосов | %    | Мест | +/– |
|  | Свободная демократическая партия     | 181 028 | 48,7 | 86   | +12 |
|  | Католическая народная партия         | 85 484  | 23,0 | 30   | +1  |
|  | Либеральные центристы                | 54 012  | 14,5 | 23   | –4  |
|  | Социал-демократическая партия        | 25 304  | 6,8  | 1    | 0   |
|  | Демократическая группа               | 19 946  | 5,4  | 7    | –9  |
|  | Прочие                               | 5750    | 0,0  | 0    | 0   |
|  | Всего                                | 398 625 | 100  | 147  | 0   |
|  | Зарегистрированных избирателей/ Явка | 713 367 | 55,9 | –    | –   |
|  | Источник: BFS                        |         |      |      |     |